# Discoteque
Discoteque — песня литовской поп-рок-группы The Roop, с которой представлял Литву на песенном конкурсе «Евровидение-2021» в Роттердаме, Нидерланды, после победы в предыдущем отборочном конкурсе «Pabandom iš Naujo!».

## Евровидение
После того, как группа выиграла национальный «Pabandom iš naujo!» в 2020 году, должна отправиться на международный конкурс с песней «On Fire». Но «Евровидение-2020» пришлось отменить из-за прогрессирующей пандемии COVID-19. В ноябре стало известно, что также примет участие в 2021 году. Группе было гарантировано безопасное стартовое место в финале отбора. 6 февраля The Roop снова выиграл национальный отбор.
17 ноября 2020 года было объявлено, что Литва выступит в первой половине первого полуфинала конкурса. 18 мая, после участия в первом полуфинале, Литва вышла в финальный раунд, получив 203 очка и заняв 4-е место. В финале получила 220 баллов и заняла 8-е место на конкурсе, что является лучшим результатом страны с 2006 года.

## Позиции в чартах
| Чарт (2021)                               | Высшая позиция |
| ----------------------------------------- | -------------- |
| Ireland (IRMA)                            | 75             |
| Lithuania (AGATA)                         | 1              |
| Нидерланды (Single Top 100)               | 49             |
| Швеция (Sverigetopplistan)                | 39             |
| Великобритания (OCC UK Singles Downloads) | 35             |
| Великобритания (OCC UK Indie)             | 27             |

## История релиза
| Страна | Дата           | Формат                      | Лейбл          | Прим.  |
| ------ | -------------- | --------------------------- | -------------- | ------ |
| Мир    | 21 января 2021 | Цифровая загрузка, стриминг | Musica Publica | [ 10 ] |